# Up North
Up North fue un programa de televisión de la cadena internacional MTV, que se tranmistía en MTV Europa en varios países del norte de Europa. Cada semana los televidentes podían votar para que el video de su canción favorita fuera presentado en el show, tanto vía SMS como por el sitio web de MTV Europa. Los artistas que participaban en el programa podían ser de países escandinavos así como de los Países Bálticos. El show dejó de transmitirse el 12 de septiembre de 2005.